# Copa d'Àfrica de Nacions 1980
El 1980 es disputà la dotzena edició de la Copa d'Àfrica de Futbol, a Nigèria. Es mantingué el format de l'edició anterior. Nigèria fou el campió després de derrotar Algèria en la final per 3 a 0.

## Fase de classificació
Hi participaren aquestes 8 seleccions:
| Equips                | Participacions anteriors                      | Millor resultat              |
| --------------------- | --------------------------------------------- | ---------------------------- |
| Algèria               | 1 (1968)                                      | Primera fase (1968)          |
| Costa d'Ivori         | 4 (1965, 1968, 1970 i 1974)                   | Tercers (1965 i 1968)        |
| Egipte                | 7 (1957, 1959, 1962, 1963, 1970, 1974 i 1976) | Campions (1957 i 1959)       |
| Ghana (vigent campió) | 5 (1963, 1965, 1968, 1970 i 1978)             | Campions (1963, 1965 i 1978) |
| Guinea                | 3 (1970, 1974 i 1976)                         | Finalista (1976)             |
| Marroc                | 3 (1972, 1976 i 1978)                         | Campions (1976)              |
| Nigèria (amfitrió)    | 3 (1963, 1976 i 1978)                         | Tercers (1976 i 1978)        |
| Tanzània              | Debutants                                     | Debutants                    |

## Seus
| Lagos             | LagosIbadanCopa d'Àfrica de Nacions 1980 (Nigèria) | Ibadan                 |
| Estadi Surulere   | LagosIbadanCopa d'Àfrica de Nacions 1980 (Nigèria) | Estadi de la Llibertat |
| Capacitat: 55.000 | LagosIbadanCopa d'Àfrica de Nacions 1980 (Nigèria) | Capacitat: 35.000      |
|                   | LagosIbadanCopa d'Àfrica de Nacions 1980 (Nigèria) |                        |

## Competició

### Primera fase

#### Grup A
| Pos | Equip         | PJ | PG | PE | PP | GF | GC | DG | Pts | Classificació          |
| --- | ------------- | -- | -- | -- | -- | -- | -- | -- | --- | ---------------------- |
| 1   | Nigèria (H)   | 3  | 2  | 1  | 0  | 4  | 1  | +3 | 5   | Avança a la fase final |
| 2   | Egipte        | 3  | 2  | 0  | 1  | 4  | 3  | +1 | 4   | Avança a la fase final |
| 3   | Costa d'Ivori | 3  | 0  | 2  | 1  | 2  | 3  | −1 | 2   |                        |
| 4   | Tanzània      | 3  | 0  | 1  | 2  | 3  | 6  | −3 | 1   |                        |

| Nigèria                                 | 3–1     | Tanzània   |
| --------------------------------------- | ------- | ---------- |
| Lawal 11' · Onyedika 35' · Odegbami 85' | Informe | Mkambi 54' |

| Egipte                  | 2–1     | Costa d'Ivori |
| ----------------------- | ------- | ------------- |
| Hammam 8' · Mokhtar 20' | Informe | Gome 7'       |

| Egipte                 | 2–1     | Tanzània   |
| ---------------------- | ------- | ---------- |
| Shehata 32' · Nour 38' | Informe | 86' Waziri |

| Nigèria | 0–0     | Costa d'Ivori |
| ------- | ------- | ------------- |
|         | Informe |               |

| Costa d'Ivori | 1–1     | Tanzània   |
| ------------- | ------- | ---------- |
| Koma 7'       | Informe | Waziri 59' |

| Nigèria   | 1–0     | Egipte |
| --------- | ------- | ------ |
| Isima 15' | Informe |        |

#### Grup B
| Pos | Equip   | PJ | PG | PE | PP | GF | GC | DG | Pts | Classificació          |
| --- | ------- | -- | -- | -- | -- | -- | -- | -- | --- | ---------------------- |
| 1   | Algèria | 3  | 2  | 1  | 0  | 4  | 2  | +2 | 5   | Avança a la fase final |
| 2   | Marroc  | 3  | 1  | 1  | 1  | 2  | 2  | 0  | 3   | Avança a la fase final |
| 3   | Ghana   | 3  | 1  | 1  | 1  | 1  | 1  | 0  | 3   |                        |
| 4   | Guinea  | 3  | 0  | 1  | 2  | 3  | 5  | −2 | 1   |                        |

| Ghana | 0–0     | Algèria |
| ----- | ------- | ------- |
|       | Informe |         |

| Marroc      | 1–1     | Guinea       |
| ----------- | ------- | ------------ |
| Mustapha 7' | Informe | M. Camara 8' |

| Algèria        | 1–0     | Marroc |
| -------------- | ------- | ------ |
| Belloumi 90+3' | Informe |        |

| Ghana      | 1–0     | Guinea |
| ---------- | ------- | ------ |
| Klutse 69' | Informe |        |

| Algèria                           | 3–2     | Guinea                       |
| --------------------------------- | ------- | ---------------------------- |
| Bensaoula 12', 49' · Belloumi 37' | Informe | Diawara 82' · Bangoura 90+1' |

| Marroc     | 1–0     | Ghana |
| ---------- | ------- | ----- |
| Labied 44' | Informe |       |

### Eliminatòries
|  | Semifinals       | Semifinals |                 |       | Final | Final |
|  |                  |            |                 |       |       |       |
|  | 19 març – Lagos  |            |                 |       |       |       |
|  |                  |            |                 |       |       |       |
|  | Nigèria          | 1          |                 |       |       |       |
|  | Nigèria          | 1          | 22 març – Lagos |       |       |       |
|  | Marroc           | 0          |                 |       |       |       |
|  | Marroc           | 0          | Nigèria         | 3     |       |       |
|  | 19 març – Ibadan |            | Nigèria         | 3     |       |       |
|  |                  | Algèria    | 0               |       |       |       |
|  | Algèria (p.)     | Algèria    | 0               | 2 (4) |       |       |
|  | Algèria (p.)     |            |                 | 2 (4) |       |       |
|  | Egipte           | 2 (2)      |                 |       |       |       |
|  | Egipte           | 2 (2)      | Tercer lloc     |       |       |       |
|  |                  |            |                 |       |       |       |
|  | 21 març – Lagos  |            |                 |       |       |       |
|  |                  |            |                 |       |       |       |
|  | Marroc           | 2          |                 |       |       |       |
|  | Marroc           | 2          |                 |       |       |       |
|  | Egipte           | 0          |                 |       |       |       |

#### Semifinals
| Nigèria    | 1–0     | Marroc |
| ---------- | ------- | ------ |
| Owolabi 9' | Informe |        |

| Algèria                           | 2–2     | Egipte                               |
| --------------------------------- | ------- | ------------------------------------ |
| Assad 55' (pen.) · Benmiloudi 62' | Informe | El Khatib 32' · El Sayed 47'         |
| Tanda de penals                   |         |                                      |
| ... · ... · ... · ... · Assad     | 4-2     | Shehata · Mokhtar · El Khatib · Amer |

#### 3r i 4t lloc
| Marroc         | 2–0     | Egipte |
| -------------- | ------- | ------ |
| Labied 9', 78' | Informe |        |

#### Final
| Nigèria                      | 3–0     | Algèria |
| ---------------------------- | ------- | ------- |
| Odegbami 2', 42' · Lawal 50' | Informe |         |

## Campió
| Guanyador de Copa d'Àfrica 1980 |
| ------------------------------- |
| · Nigèria · Primer títol        |

## Golejadors
3 gols
- Khalid Labied
- Segun Odegbami

2 gols
- Lakhdar Belloumi
- Tedj Bensaoula
- Muda Lawal
- Thuwein Waziri

1 gol
- Salah Assad
- Hocine Benmiloudi
- Ani Gome
- Kouman Kobenan
- Mahmoud El Khatib
- Ramadan El Sayed
- Maher Hammam
- Mokhtar Mokhtar
- Mosaad Nour
- Hassan Shehata
- Willie Klutse
- Moussa Camara
- Ibrahima Diawara
- Sidouba Bangoura
- Tahir Mustapha
- Okey Isima
- Ifeanyi Onyedika
- Felix Owolabi
- Juma Mkambi

## Equip ideal de la CAF
Porter
- Best Ogedegbe

Defenses
- Mustapha Kouici
- Mohamed Salah El-Din
- Moussa Camara
- Christian Chukwu

Mitjos
- Lakhdar Belloumi
- Ali Fergani
- Mahmoud El Khatib
- Shawki Ghareeb

Davanters
- Salah Assad
- Segun Odegbami